# Akkadisk (sprog)
Akkadisk (lišānum akkadītum) er det ældst belagte semitiske sprog og blev i oldtiden talt af særligt de to kulturfolk assyrerne og babylonierne med centrum i Mesopotamien, dvs. i det nuværende Irak. Sproget kendes fra ca. 2.500 fvt. nedskrevet ved hjælp af kileskriften, der oprindelig var udviklet af sumererne, som talte sumerisk – et ikke-beslægtet sprog. Sproget har sit navn fra byen Akkad, som var ét af de tidlige centre for den mesopotamiske civilisation.

## Historie
Akkadisk kendes fra midt i det tredje årtusinde før vor tidsregning som oldakkadisk, som sidenhen ved det andet årtusindes begyndelse opdeltes i hhv. babyloniske (sydlige) og assyriske (nordlige) dialekter:
| Babylonisk       | Periode        | Assyrisk       |
| ---------------- | -------------- | -------------- |
| Oldakkadisk      | 2500-1950 fvt. | Oldakkadisk    |
| Oldbabylonisk    | 1950-1530 fvt. | Oldassyrisk    |
| Mellembabylonisk | 1530-1000 fvt. | Mellemassyrisk |
| Nybabylonisk     | 1000-600 fvt.  | Nyassyrisk     |
| Senbabylonisk    | 600-100 evt.   |                |

I det tredje årtusindes Mesopotamien var sumererne indledningsvist det dominerende kulturfolk, og deres sprog – sumerisk – var rigets officielle sprog, men en stadig indvandring af semitisk-talende akkadere kulminerede i oprettelsen af det såkaldt Akkadiske Rige (2334–2154 fvt.) under Sargon af Akkad, der gjorde akkadisk til rigssprog, selv om sumerisk forblev i brug til litterære og religiøse formål. De næste ca. 1500 år forblev akkadisk hovedsproget i den østlige del af Nærorienten og fik også i vid udstrækning status som lingua franca i de omkringliggende egne, men omkring år 800 fvt. begyndte akkadisk at tabe terræn til aramæisk, som hurtigt overtog rollen som fællessprog i området, og i den hellenistiske tid anvendtes akkadisk kun af præster og skrivere i assyriske og babylonske templer. Det sidste kendte dokument på akkadisk er affattet i det første århundrede evt., og herefter gik ethvert kendskab til akkadisk og dets kileskrift tabt i godt 1500 år. Først i 1800-tallet begyndte man at afkode kileskriften og genopdagede da det sprog, den rummede.